# Пугачёв (фильм, 1937)
«Пугачёв» — советский полнометражный чёрно-белый художественный фильм, поставленный на Киностудии «Ленфильм» в 1937 году режиссёром Павлом Петровым-Бытовым.
Премьера фильма в СССР состоялась 5 февраля 1937 года.

## Сюжет
В центре фильма находится биография Е.И. Пугачёва.
Действие фильма начинается с момента, когда поющих крестьян под конвоем приводят в казанский острог. Там же находится беглый донской казак Емельян Пугачев и ведет разговор насчет побега с заключенными. В темницу входят дворянин Волоцкой и престарелый губернатор Казани и тут же выбирают из заключенных, кого бы отправить на работы в Оренбургскую губернию. Губернатор намерен наказать своего бывшего крестьянина Филимона, тут же находящегося в заключении, но последний вступает в конфликт со своим бывшим хозяином и сбегает из темницы. Пугачев понимает, что надо бежать из заключения.
Дальше действие происходит на казанском базаре, где Пугачев выпрашивает подаяние, будучи под надзором солдата. Там же на городской площади происходит наказание крестьянки Прасковьи за то, что она распространяла слухи о спасшемся от гибели российском императоре Петре Третьем. Но тут же происходит устроенная одним из яицких казаков заварушка, в ходе которой и Пугачеву, и Прасковье удается бежать. Пугачев скрывается на Яике, где местным казакам удается уговорить его назваться Петром Третьим и женить его самого на Устинье Кузнецовой.
Пугачев собирает отряд казаков и подступает к крепости, где находился тогда Волоцкой. Благодаря хитрости последнего, пугачевское войско вступает в крепость и оказывается в ловушке. Но речь Пугачева мгновенно меняет ситуацию в противоположную сторону и гарнизон вместе с казачьим отрядом во главе с Твороговым переходит на сторону самозванца. Волоцкого тут же пытаются повесить, но Пугачев прощает его и принимает на службу. Позднее, благодаря хитрости Волоцкого, Пугачев наносит поражение полковнику Чернышёву, но пугачевский соратник крестьянин Филимон (тот самый, который спасся от наказания со стороны губернатора) не доверяет дворянину.
Тем временем в станице Зимовейской пугачевцы зачитывают манифест об успехах самозванца и жена Пугачева Софья принимает решение отправиться в Оренбуржье и встретиться с ним. Её поддерживает Прасковья, нашедшая убежище на Дону. Женщины приходят в Бердскую слободу под Оренбургом, где находится пугачевская ставка, и становятся свидетельницами смотра Пугачевым своей армии. Тут же в слободе появляются башкиры и их предводитель Салават Юлаев признает себя подданным самозванца, решившего устроить пир в «царских» покоях. Софья и Прасковья с помощью Филимона проникают на пир и встречаются с Пугачевым и его женой Устиньей. Там же на пиру пленный дьякон поет анафему императрице Екатерине Второй, клейменый каторжник Хлопуша присягает на верность самозванцу. Одновременно Волоцкой крутит шашни с Устиньей, что не нравится Софье. Пугачев выводит с пира Софью и в ходе откровенного разговора с нею отпускает свою жену домой. Вскоре хитрость помогает Волоцкому сбежать в Казань, хотя Филимон раскрывает настоящую сущность дворянина перед Пугачевым, который недоволен ходом осады Оренбурга. Более того, во время военного совещания происходит краткая ссора самозванца и Творогова.
Но к Оренбургу подходят правительственные войска и наносят поражение самозванцу. Он отступает в башкирские степи, где вскоре в лагере его армии происходит откровенный разговор самозванца и Филимона. Но беседа прерывается сообщением Творогова об набегах башкир во главе с Салаватом на русские поселения и горные заводы в самой Башкирии. Пугачев успевает спасти один уральский горный завод от Салавата и мирится с предводителем мятежных башкир, но одновременно творит расправу над заводчиком и ведет свою армию на Казань.
За это время Софью и её детей арестовывают и привозят в Казань, где под угрозами пытаются заставить жену Пугачева принародно сообщить об том, кто такой на самом деле Пугачев. Софья отказывается, и тут же появляется пугачевский шпион Филимон, который говорит солдатам об положительных сторонах перехода на сторону Пугачева. Офицер приказывает солдатам стрелять по Филимону, но он успевает сбежать. Софью и её детей бросают в темницу и одновременно готовят Казань к обороне.
Но Пугачев берет штурмом Казань и освобождает свою семью. Там же в городе Прасковья творит расправу над стряпчим, когда-то зачитавшим указ о её наказании, Салават в ходе конфликта с Твороговым уходит вместе с остальными башкирами к себе на родину, а сам Пугачев убивает Волоцкого и безуспешно пытается убедить крестьян остаться в его воинстве. Но к Казани, где предательской рукой оказались заклёпаны пушки, подходит правительственная армия и наносит поражение самозванцу. Он впадает в отчаяние, но ненадолго — посланный в своё время под Уфу в качестве эмиссара яицкий казак Чика вместе со своим отрядом присоединяется к Пугачеву. Хотя Творогов сетует атаману Чумакову, что подкрепление из пришлых крестьян — бунтовщиков это плохая помощь для пугачевской армии.
Вскоре Пугачев идет спешным маршем по губерниям Поволжья и это приводит в шок императрицу Екатерину, которая срочно созывает заседание Государственного совета. Правительство империи успевает заключить мир с Турцией и отправляет высвободившиеся полки на борьбу с восстанием Пугачева. В ходе битвы под Чёрным Яром против царского войска Пугачев терпит в очередной раз поражение и успевает переправиться через Волгу, но его семья и Прасковья попадают в плен.
Остатки самозванческой армии отступают на Узени и останавливаются на хуторе, где Творогов открыто перед Пугачевым высказывает своё недовольство его же действиями. Филимон подслушивает разговор Творогова и других атаманов — заговорщиков в землянке, но сам Творогов успевает обнаружить крестьянина и стреляет в его из пистолета. Филимон оказывается без сознания, но тут на звук выстрела в землянку приходит сам Пугачев. В ходе перепалки с Твороговым самозванец попадает в руки атаманов — заговорщиков и его уводят. Филимон открывает глаза, с трудом поднимается с земли и идет следом.
Фильм завершается казнью Пугачева в Москве, свидетелями которой становятся атаман Творогов, крестьянин Филимон и Софья вместе с её старшим сыном.

## В ролях
- Константин Скоробогатов — З. А.Р — самозванец Емельян Пугачёв
- Касим Мухутдинов — З. А.Р — Салават Юлаев
- Яков Малютин — З. А.Р — Волоцкой
- Владимир Гардин — З. А.Р — секретарь сената
- Матвей Павликов — крестьянин - пугачевец Филимон
- В. Усенко — атаман Иван Творогов
- Елена Карякина — Софья
- Елена Максимова — Прасковья
- Нина Латонина — Устинья
- Владимир Таскин — Сокольский
- Иван Сизов — атаман Чика Зарубин
- Василий Чудаков — атаман Ф.И. Чумаков
- Владимир Уральский — Хлопуша  (в титрах не указан)
- Николай Литвинов — Панин, глава Коллегии иностранных дел.
- Анна Панова-Потёмкина — императрица России Екатерина II

## Съёмочная группа
- По сценарию — Ольги Форш
- Режиссёр — Павел Петров-Бытов
- Оператор — Анатолий Назаров
- Художник — Ефим Хигер
- Композитор — Виссарион Шебалин
- Звукооператор — Виктор Муравьёв
- Ассистенты режиссёра — С. Якушев, О. Сергеев
- Директор картины — Л. Янченко

## Видео
Фильм выпущен компанией «Восток В» на видеокассетах и DVD. 12 июля 2007 года фильм выпущен студией «Союз видео» на DVD. Также фильм выпущен компанией «Магнат» на DVD.